# Odissea (Magic)
Odissea (Odyssey in inglese) è un'espansione del gioco di carte collezionabili Magic: l'Adunanza. In vendita in tutto il mondo dal 1º ottobre 2001, Odissea è il primo set del blocco di Odissea, che comprende le due successive espansioni Tormento e Sentenza.

## Ambientazione
Odissea è ambientata nel remoto continente di Otaria, nel piano dimensionale di Dominaria. La storia comincia cento anni dopo gli eventi narrati nell'espansione Apocalisse, ovvero un secolo dopo la fine dell'invasione Phyrexiana.

## Caratteristiche
Odissea è composta da 350 carte, stampate a bordo nero, così ripartite:
- per colore: 57 bianche, 57 blu, 57 nere, 57 rosse, 57 verdi, 11 multicolori, 15 incolori, 39 terre.
- per rarità: 110 comuni, 110 non comuni, 110 rare e 20 terre base.

Il simbolo dell'espansione è l'artefatto leggendario Mirari, e si presenta nei consueti tre colori a seconda della rarità: nero per le comuni, argento per le non comuni, e oro per le rare.
Odissea è disponibile in bustine da 15 carte casuali, mazzi da torneo da 75 carte casuali, e in 4 mazzi tematici precostituiti da 60 carte ciascuno:
- Pressure Cooker (nero/rosso)
- Trounce-O-Matic (blu/verde)
- Liftoff (bianco/blu)
- One-Two Punch (rosso/verde)

### Prerelease
Odissea fu presentata in tutto il mondo durante i tornei di prerelease il 22 settembre 2001, in quell'occasione venne distribuita una speciale carta olografica promozionale: il Basilisco Lingua-di-Pietra, che presentava il nome e il testo della carta in arabo. È stata la prima carta promozionale delle prerelease su tre a essere stampata in una lingua che non utilizza l'alfabeto romano.

### Ristampe
Nel set sono state ristampate le seguenti carte da espansioni precedenti:
- Anarchico (dall'espansione Esodo)
- Muro Angelico (dal set introduttivo Portal Second Age)
- Sepolto Vivo (dall'espansione Cavalcavento)
- Cartografo (dall'espansione Esodo)
- Prodezza (dall'espansione Tempesta)
- Scavatombe (presente nei set base dalla Sesta Edizione alla Decima Edizione comprese, nei set introduttivi Portal e Starter 1999, nell'espansione Tempesta e nel set speciale Beatdown)
- Sopraffare (dall'espansione Tempesta)
- Gnomi Rappezzati (dall'espansione Tempesta)
- Scrivano (dall'espansione Esodo)

## Novità
Odissea introduce nel gioco due nuove abilità: Flashback e Soglia.

### Nuove abilità

#### Flashback
Permette di giocare una carta mentre questa si trova nel cimitero, invece che nella mano, del suo proprietario. Per giocarla in questo modo va pagato un costo alternativo specificato sulla carta, invece che il suo normale costo di mana. L'abilità è presente solo sulle magie stregoneria e istantaneo, che una volta giocate usando Flashback vengono esiliate (ovvero rimosse dal gioco per il resto della partita).

#### Soglia
È un'abilità statica che è attiva fintanto che nel cimitero del giocatore che controlla la carta con Soglia sono presenti almeno sette carte. Su ogni carta l'abilità ha un effetto diverso, che in genere ne migliora o potenzia le caratteristiche.